# Ekeby, Kumla kommun
Ekeby är en tätort i Kumla kommun i Örebro län, tillika kyrkby i Ekeby socken, belägen cirka 10 km nordost om Kumla vid den norrgående riksväg 51 (gren 51.01, här kallad Kvarntorpsvägen). Från 2018 till 2023 sträckte sig en mindre del av tätorten in i Örebro kommun, sydväst om Gällersta kyrka. 2023 bröts tätorten Frommesta ut varefter ingen del i denna tätort ligger i Örebro kommun.
Frommestabäcken rinner genom Ekeby och fortsätter till Kvismare kanal.

## Historia
Ekeby växte fram som tätort omkring 1955 för att fylla behovet av bostäder till industrin i Kvarntorp.

### Befolkningsutveckling
| Befolkningsutvecklingen i Ekeby 1960–2020 | Befolkningsutvecklingen i Ekeby 1960–2020 | Befolkningsutvecklingen i Ekeby 1960–2020 | Befolkningsutvecklingen i Ekeby 1960–2020 | Befolkningsutvecklingen i Ekeby 1960–2020 |
| --- | ----------------------------------------- | ----------------------------------------- | ----------------------------------------- | ----------------------------------------- |
| |                                           |                                           |                                           |                                           |
| År |                                           |                                           | Folkmängd                                 | Areal (ha)                                |
| 1960 | 1960                                      |                                           | 188                                       | ¤                                         |
| 1965 | 1965                                      |                                           | 238                                       |                                           |
| 1970 | 1970                                      |                                           | 202                                       |                                           |
| 1975 | 1975                                      |                                           | 256                                       |                                           |
| 1980 | 1980                                      |                                           | 330                                       |                                           |
| 1990 | 1990                                      |                                           | 325                                       | 52                                        |
| 1995 | 1995                                      |                                           | 354                                       | 53                                        |
| 2000 | 2000                                      |                                           | 337                                       | 53                                        |
| 2005 | 2005                                      |                                           | 345                                       | 53                                        |
| 2010 | 2010                                      |                                           | 372                                       | 53                                        |
| 2015 | 2015                                      |                                           | 461                                       | 99                                        |
| 2018 | 2018                                      |                                           | 601                                       | 138                                       |
| 2020 | 2020                                      |                                           | 812                                       | 229                                       |
| Anm.: Ny tätort 1965, växte 2020 samman med Höglunda och Frommestafallen, Gällersta och Södra Bro ¤ Som tätortsbebyggelse med 150-199 invånare |                                           |                                           |                                           |                                           |